# Phonk
Phonk (/fɒŋk/ ⓘ) là một thể loại con của hip hop và rap được truyền cảm hứng trực tiếp từ Memphis rap những năm 1990. Hầu hết các bài nhạc đều hiện diện trên nền tảng SoundCloud, nhạc phonk được đặc trưng bởi giọng hát Memphis rap cũ từ những đoạn băng và sample hip hop đầu thập niên 1990, thường được kết hợp với các yếu tố của jazz và funk. Thể loại này thường sử dụng các kĩ thuật bóp méo âm thanh như chopped and screwed để tạo ra những âm thanh đen tối hơn.
Phonk ban đầu được phát triển ở miền Nam Hoa Kỳ vào thập niên 1990, chủ yếu ở Houston và Memphis, những người tiên phong của thể loại này bao gồm DJ Screw, X-Raided, DJ Spanish Fly, DJ Squeeky và tập thể Three 6 Mafia. Vào cuối những năm 2010, thông qua những nền tảng phát trực tuyến như SoundCloud, thể loại này đã tập trung nhiều hơn vào các yếu tố như jazz và hip-hop cổ điển.
Được phổ biến bởi TikTok và cộng đồng drift trên mạng xã hội, "drift phonk" là một thể loại phụ của phonk nổi lên ở Nga vào cuối thập niên 2010; những điểm đặc trưng chính là sử dụng cowbell và bass cao. Thể loại này thường được sử dụng trong các video lo-fi cho thấy những chiếc xe đang drift. Với sự phát triển của drift phonk, từ "phonk" được sử dụng cho thể loại con thay vì thể loại gốc.

## Lịch sử
Phonk lấy cảm hứng từ trap ở miền Nam Hoa Kỳ giữa thập niên 1990. Các nghệ sĩ hay nhóm nhạc như DJ Screw, X-Raided, DJ Spanish Fly, DJ Squeeky và tập thể Three 6 Mafia đã tạo tiền đề cho thể loại này giúp nó phát triển nhiều năm sau đó, Houston chopped and screwed được coi là tiền thân của thể loại này. Các nhạc sĩ như SpaceGhostPurrp đã làm phonk sống lại vào đầu thập niên 2010.
Từ "phonk" được phổ biến bởi SpaceGhostPurrp, người đã phát hành các bản nhạc như "Pheel tha Phonk", "Bringin' tha Phonk" và "Keep Bringin' tha Phonk". Trong một cuộc phỏng vấn, anh giải thích rằng "phonk là tiếng lóng của funk", ám chỉ thể loại nhạc G-funk. Kênh YouTube Ryan Celsius cũng đã góp phần phổ biến thể loại nhạc này. Các nhà sản xuất phonk hoạt động ở underground trước khi thể loại nhạc này có động lực phát triển vào giữa thập niên 2010.
Vào cuối năm 2017, phonk đã chuyển định hướng từ "âm thanh nặng nề, u tối, theo định hướng Memphis rap", kết hợp với giọng hát hiện đại hơn cùng với các yếu tố như jazz và hip hop cổ điển. Nhờ đó phonk được mô tả là "rare phonk" bởi Celsius, được đặc trưng bởi "âm thanh trap trong trẻo hơn, gần như chính thống". Từ năm 2016 đến 2018, phonk là một trong những thể loại được nghe nhiều nhất trên SoundCloud với việc hashtag #phonk nằm trong top thịnh hành mỗi năm.

## Đặc trưng
Được lấy cảm hứng trực tiếp từ Memphis rap từ những năm 1990, phonk được đặc trưng bởi giọng hát Memphis rap vũ và sample từ hip hop những năm 1990. Chúng thường được kết hợp với sample jazz và funk. Kĩ thuật "chopped and screwed" thường được sử dụng để tạo ra những âm thanh đen tối hơn.
Một điểm đặc biệt của phonk là nó không gắn liền với "scene" khu vực nào: nó được gắn với chính nền tảng trực tuyến SoundCloud giúp làm nổi bật các thể loại con của hip hop và "experimental pop". Các nghệ sĩ đáng chú ý khác của "new-age phonk" (thời đại mới của phonk) bao gồm DJ Smokey, DJ Yung Vamp, Soudiere, và Mythic.
Bên cạnh khía cạnh âm nhạc, phonk còn được đặc trưng bởi tính thẩm mỹ khác biệt kết hợp với các hình ảnh hoạt hình bao gồm cả fan-art của The Simpsons. Các nhạc sĩ phonk thường sử dụng đồ họa phong cách "Pen & Pixel" cho các EP và album của họ.

## Drift phonk
"Drift phonk", một thể loại phụ của phonk, nổi lên vào cuối thập niên 2010 ở Nga. Nó được đặc trưng bởi việc sử dụng bass cao, cowbell và âm thanh bị bóp méo khiến cho lời bài hát của sample thường khó có thể hiểu được. Nhịp độ của các bài drift phonk cũng cao. Nhạc drift phonk thường được sử dụng trong các video có chủ đề cử tạ, drift và đua xe trên đường phố khiến nó phổ biến trong văn hóa ô tô trực tuyến. Thể loại này nhanh chóng thu hút được sự chú ý thông qua ứng dụng TikTok vào năm 2020. Hầu hết các nhà sản xuất nhạc drift phonk đều đến từ Nga. Những người tiên phong của thể loại này có thể kể đến như Ghostface Playa, Pharmacist, Prxsxnt Fxture, Dvrst, Kaito Shoma và KSLV.
Khi drift phonk phổ biến trên TikTok, nó cũng trở nên phổ biến hơn so với thể loại gốc của nó là phonk; điều này khiến cho "phonk" gắn liền với thể loại con drift phonk. Sau khi thể loại này gia tăng sự phổ biến ở Nga, Spotify đã phát hành album chính thức của mình bao gồm các bài nhạc được tuyển chọn vào tháng 5 năm 2021, hầu hết trong số đó đều là các bài nhạc drift phonk.